# Nowhere (film)
Nowhere är en amerikansk-fransk långfilm från 1997 i regi och manus av Gregg Araki, med James Duval, Christina Applegate och Ryan Phillippe i rollerna. Filmen är den sista i Gregg Arakis trilogi om problematiska tonåringar. Denna film föregicks av Totally F***ed Up (1993) och The Doom Generation (1995).

## Handling
Nowhere handlar om ett gäng rika ungdomar i Los Angeles, och deras annorlunda liv.

## Rollista
| James Duval              | – Dark Smith      |
| Guillermo Díaz           | – Cowboy          |
| Ryan Phillippe           | – Shad            |
| Heather Graham           | – Lilith          |
| Jordan Ladd              | – Alyssa          |
| Mena Suvari              | – Zoe             |
| Scott Caan               | – Ducky           |
| Christina Applegate      | – Dingbat         |
| Kathleen Robertson       | – Lucifer         |
| Rachel True              | – Mel             |
| Nathan Bexton            | – Montgomery      |
| Chiara Mastroianni       | – Kriss           |
| Debi Mazar               | – Kozy            |
| Joshua Gibran Mayweather | – Zero            |
| Alan Boyce               | – Handjob         |
| Jaason Simmons           | – The Teen Idol   |
| Rose McGowan             | – Valley Chick #3 |
| Shannen Doherty          | – Valley Chick #2 |